# Куп пет нација 1952.
Куп пет нација 1952. (службени назив: 1952 Five Nations Championship) је било 58. издање овог најелитнијег репрезентативног рагби такмичења Старог континента. а 23. издање Купа пет нација.
Гренд слем је освојио Велс.

## Такмичење
Шкотска - Француска 11-13
Енглеска - Велс 6-8
Француска - Ирска 8-11
Велс - Шкотска 11-0
Ирска - Шкотска 12-8
Ирска - Велс 3-14
Шкотска - Енглеска 3-19
Велс - Француска 9-5
Енглеска - Ирска 3-0
Француска - Енглеска 3-6

## Табела
|   | Селекција                      | ИГ | Д | Н | И | ПД | ПП | ПР  | Б |  |
| - | ------------------------------ | -- | - | - | - | -- | -- | --- | - |  |
| 1 | Рагби репрезентација Велса     | 4  | 4 | 0 | 0 | 42 | 14 | +28 | 8 |  |
| 2 | Рагби репрезентација Енглеске  | 4  | 3 | 0 | 1 | 34 | 14 | +20 | 6 |  |
| 1 | Рагби репрезентација Ирске     | 4  | 2 | 0 | 2 | 26 | 33 | -7  | 4 |  |
| 4 | Рагби репрезентација Француске | 4  | 1 | 0 | 3 | 29 | 37 | -8  | 2 |  |
| 5 | Рагби репрезентација Шкотске   | 4  | 0 | 0 | 4 | 22 | 55 | -33 | 0 |  |